# Shuangtaizi
Der Stadtbezirk Shuangtaizi (chinesisch 双台子区, Pinyin Shuāngtáizi Qū) ist ein chinesischer Stadtbezirk in der nordostchinesischen Provinz Liaoning. Er gehört zum Verwaltungsgebiet der bezirksfreien Stadt Panjin. Der Stadtbezirk hat eine Fläche von 99,35 km² und zählt 214.290 Einwohner (Stand: Zensus 2020).

## Administrative Gliederung
Auf Gemeindeebene setzt sich der Stadtbezirk aus neun Straßenvierteln zusammen. 